# Rose Tower
Il Rose Tower (conosciuto anche con il nome di Rose Rotana) è un hotel di 72 piani, situato a Dubai sulla Sheikh Zayed Road, meglio conosciuta come l'autostrada E11, la più lunga degli Emirati Arabi Uniti. 
È stata, fino al 2012, la costruzione più alta del mondo ad essere utilizzata esclusivamente come hotel, superato appunto nel 2012 dal JW Marriott Marquis Dubai. Il titolo di "hotel più alto del mondo" gli è stato conferito agli inizi del 2009; fino ad allora era appartenuto al Burj Al-Arab, alto 12 metri in meno.

## Storia
Originariamente, la torre fu costruita per raggiungere le dimensioni di 380 metri di altezza, ma la modifica del suo progetto ridusse l'altezza a 333 metri. La costruzione iniziò ufficialmente nel 2004, e fu completata solo nel 2007. Il 24 ottobre 2006, l'edificio aumentò la sua enorme altezza grazie all'aggiunta dell'antenna. L'hotel supera in altezza sia il vicino Burj Al-Arab di 321 metri, che l'incompleto Ryugyong Hotel a Pyongyang, nella Corea del Nord. Sebbene la costruzione fosse già stata completata nel 2007, l'hotel aprì ufficialmente solo nel dicembre 2009.